# Vickers F.B.25
El Vickers F.B.25 fue un prototipo de caza nocturno biplaza británico de la época de la Primera Guerra Mundial diseñado para atacar a los dirigibles enemigos. Completado en 1917, fracasó en sus pruebas de vuelo oficiales ese año y no hubo encargos de producción.

## Diseño y desarrollo
En 1916, Vickers Limited diseñó un caza biplano de configuración propulsora de dos asientos, el F.B.23, para reemplazar a sus obsoletos Vickers F.B.5 y F.B.9 "Gunbus". Se planearon varias versiones del F.B.23 dependiendo del motor utilizado, con posibles plantas motrices que incluían un motor radial Salmson de 119 kW (150 hp) refrigerado por agua, un motor radial Hart de 150 hp refrigerado por aire y un motor V-8 Hispano-Suiza 8 de 149 kW (200 hp). Sin embargo, la configuración propulsora era obsoleta en comparación con posibles aviones tractores como el Bristol F.2 Fighter, que era más rápido que las prestaciones estimadas del F.B.23 y llevaba un armamento más pesado, por lo que Vickers abandonó el modelo sin construir ningún ejemplar.
Vickers reelaboró el F.B.23 para formar la base de un caza nocturno biplaza, el F.B.25, para competir contra el Royal Aircraft Factory N.E.1 y satisfacer un requisito británico por un caza nocturno capaz de atacar a los dirigibles alemanes. El F.B.25 utilizaba un conjunto de cola y botalones de cola idéntico al del F.B.23, pero tenía alas modificadas y una góndola del fuselaje completamente nueva.
El F.B.25 era un biplano de dos vanos con alas no decaladas de envergaduras iguales. Su góndola estaba montada entre las alas, era inusualmente ancha para un avión de su tipo en su época, y acomodaba a los dos tripulantes, un piloto y un artillero, en asientos escalonados uno al lado del otro, con el asiento del artillero delante y a estribor del asiento del piloto. El artillero estaba armado con un solo cañón Vickers Q.F. Mk II de retrocarga de 1,59 pulgadas, conocido popularmente como "cañón cohete Vickers-Crayford", que a pesar de su nombre popular era un cañón ligero de 40 mm monotiro que disparaba proyectiles y no tenía capacidad para lanzar cohetes. Sus botalones de cola convergían en elevación para encontrarse en el larguero trasero del plano de cola. Tenía una sola hélice, montada en una configuración propulsora. El avión tenía un tren de aterrizaje oleoneumático, una característica inusual para la época.
Los planes solicitaban que el F.B.25 montara un pequeño reflector en el morro de la góndola, que tuviera una rueda de morro para reducir la posibilidad de que el avión capotara durante los aterrizajes nocturnos y que utilizara el mismo Hispano-Suiza 8 de 149 kW (200 hp) planificado para el F.B.23. A medida que avanzaba el diseño y la construcción, Vickers realizó cambios: se eliminaron el reflector y la rueda delantera, y como el motor de 200 hp no estaba disponible, Vickers lo sustituyó por un Hispano-Suiza de 112 kW (150 hp).

## Historia operacional
Vickers completó el prototipo del F.B.25 a principios de la primavera de 1917. Las pruebas de vuelo de la compañía revelaron características deficientes. El prototipo fue enviado a Martlesham Heath en junio-julio de 1917 para realizar pruebas oficiales, y los informes oficiales declararon que el F.B.25 tenía características de control deficientes, siendo "muy peligroso" con el motor apagado y "casi inmanejable con un viento de más de 20 millas por hora" (32 km/h). El avión fue condenado por ser totalmente inadecuado para su uso como caza nocturno. No se construyeron más aviones y el único F.B.25 se estrelló más tarde en Martlesham Heath.

## Variantes
F.B.23
Propuesta de caza biplaza. Tres versiones planeadas con distintos motores. Todas sin construir.
F.B.23
Motor radial Salmson refrigerado por agua de 119 kW (150 hp).
F.B.23A
Motor radial Hart refrigerado por aire de 150 hp.
F.B.23B
Motor Hispano-Suiza 8 de 149 kW (200 hp).
F.B.25
Caza nocturno biplaza basado en el F.B.23, pero con asientos lado a lado. Uno construido, propulsado por un motor Hispano-Suiza de 150 hp.

## Operadores
Reino Unido
- Real Cuerpo Aéreo

## Especificaciones
Referencia datos: War Planes of the First World War:Volume Three Fighters

### Características generales
- Tripulación: Dos (piloto y artillero)
- Longitud: 8,6 m (28,1 ft)
- Envergadura: 13 m (42,5 ft)
- Altura: 3,4 m (11,1 ft)
- Superficie alar: 46 m² (495,2 ft²)
- Peso vacío: 729 kg (1606,7 lb)
- Peso cargado: 1113 kg (2453,1 lb)
- Planta motriz: 1× motor lineal V8 refrigerado por agua Hispano-Suiza 8.
  - Potencia: 110 kW (152 HP; 150 CV)
- Hélices: Bipala de paso fijo

### Rendimiento
- Velocidad máxima operativa (Vno): 138 km/h (86 MPH; 75 kt) a 1500 m (5000 pies)
- Alcance: 4 h
- Techo de vuelo: 3500 m (11 483 ft)
- Tiempo a altitud: 11 min 55 s para 1800 m (5000 pies); 27 min 10 s para 3000 m (10 000 pies)

### Armamento
- Cañones: 

  - 1x Vickers Q.F. Mk II de retrocarga de 1,59 pulgadas (40 mm)

## Aeronaves relacionadas

### Aeronaves similares
- Royal Aircraft Factory N.E.1

### Secuencias de designación
- Secuencia E.F.B./F.B._ (interna de Vickers): ← F.B.14 - F.B.16 - F.B.19 - F.B.23 - F.B.24 - F.B.25 - F.B.26 Vampire - F.B.27 Vimy